# Saskia Maaskant
Saskia Maaskant (Zierikzee, 6 april 1981) is een Nederlandse auteur. Zij debuteerde in 2011 met de jeugdroman De Verteller van Beorga bij uitgeverij Davidsfonds (Antwerpen, België). Dit boek werd genomineerd voor de Zoute Zoen, de belangrijkste manuscriptenprijs voor een jeugdboek in het Nederlands taalgebied, en werd daarbij tweede. Haar tweede roman Kieuw werd genomineerd voor diverse prijzen in Nederland en Vlaanderen en won de Accolade voor het 'Beste Jeugdboek' (Zeeuwse Boekenprijs). 'Dromer' - Maaskants derde roman, won 'De Kleine Cervantes 2018'. In 2020 verscheen haar eerste historische roman: Meerminnen verdrinken niet, waarin onder meer de stormramp van 1911 en de vernietiging van de vissersvloot van Bruinisse worden behandeld. Dit boek werd in 2021 genomineerd voor de Archeon Thea Beckmanprijs (shortlist). In 2021 kreeg zij de diagnose hodgkin. Ze blogt sindsdien over haar avonturen als (ex) kankerpatiënt op de social media. Deze verhalen gaan regelmatig viraal. Een aantal van die verhalen, met nog heel veel nieuwe, verschijnen in november 2022 in de verhalenbundel 'Bijna iedereen heeft kanker'. 

## Biografie
Saskia Maaskant groeide op in Bruinisse en studeerde International Business and Languages aan de Hogeschool Rotterdam. Tijdens deze studie verbleef en studeerde zij een semester lang aan de École Supérieure de Commerce in La Rochelle, Frankrijk. 
Na haar studie werkte zij een aantal jaren als International Salesmanager bij een industrieel bedrijf in Rotterdam. Momenteel is zij naast auteur, blogger en spreker deeltijds marketeer en tekstschrijver bij een bedrijf in Ridderkerk. 

## Nominaties en Bekroningen
- 2021 - Shortlist Thea Beckmanprijs (Meerminnen verdrinken niet)
- 2018 - Winnaar De Kleine Cervantes 2018 stad Gent (Dromer)
- 2014 - Accolade 'Beste Jeugdboek' Zeeuwse Boekenprijs (Kieuw)
- 2014 - Nominatie De Kleine Cervantes stad Gent (Kieuw)
- 2014 - Eervolle Vermelding de Gouden Lijst (Kieuw)
- 2014 - Nominatie Dioraphte Jongerenliteratuur Prijs (Kieuw)
- 2010 – Nominatie Zoute Zoen publieksprijs (De Verteller van Beorga)